# Molophilus multispicatus
Molophilus multispicatus är en tvåvingeart som beskrevs av Alexander 1978. Molophilus multispicatus ingår i släktet Molophilus och familjen småharkrankar. Inga underarter finns listade i Catalogue of Life.